# Laroche-Saint-Cydroine
Laroche-Saint-Cydroine is een gemeente in het Franse departement Yonne (regio Bourgogne-Franche-Comté) en telt 1363 inwoners (1999). De plaats maakt deel uit van het arrondissement Auxerre.

## Geografie
De oppervlakte van Laroche-Saint-Cydroine bedraagt 9,0 km², de bevolkingsdichtheid is 151,4 inwoners per km².
De onderstaande kaart toont de ligging van Laroche-Saint-Cydroine met de belangrijkste infrastructuur en aangrenzende gemeenten.

## Demografie
Onderstaande figuur toont het verloop van het inwonertal (bron: INSEE-tellingen).